# Estação Finnoo
Finnoo (em sueco:  Finno) é uma das 30 estações do Metro de Helsínquia. Parte da segunda fase do projecto de expansão a ocidente "Länsimetro", entrou em serviço a 3 de Dezembro de 2022   .